# Luís Fabiano
Luís Fabiano Clemente (ur. 8 listopada 1980 w Campinas) – brazylijski piłkarz, który występował na pozycji napastnika. Zdobywca Copa América z reprezentacją Brazylii w 2004.

## Kariera klubowa
Luís Fabiano rozpoczynał piłkarską karierę w 1995, w klubie Guarani FC FC Campinas ze stanu São Paulo, w 1997 grał krótko w zespole Ituano FC (także stan São Paulo), a później przez dwa lata ponownie był zawodnikiem klubu z Campinas - tym razem jednak klubu AA Ponte Preta. W 2000 roku wyjechał na krótko do Francji, aby grać w zespole Stade Rennais, jednak kariery w Ligue 1 nie zrobił i szybko wrócił do Brazylii, gdzie już w 2001 wywalczył z São Paulo FC Turniej Miast Rio de Janeiro i São Paulo. W 2002 powrócił do Stade Rennais, jednak wkrótce znowu znalazł się w zespole São Paulo FC. W 2003 zadebiutował w reprezentacji Brazylii, w której rozegrał dotychczas 12 meczów. W 2004 zdobył z nią Copa América, po finale z Argentyną (wygrana w karnych), Luís Fabiano zdobył na turnieju 2 bramki. Wraz z klubem dotarł w 2004 do półfinału Copa Libertadores. Latem 2004 został zawodnikiem FC Porto, z którym zdążył zdobyć Puchar Interkontynentalny, jednak kłopoty w zespole z Portugalii spowodowały szybką przeprowadzkę do Hiszpanii.

### Sevilla
W 2005 Fabiano zadebiutował w Primera División w barwach Sevilla FC, z którym w 2006 zdobył Puchar UEFA, po finale wygranym 4:0 z Middlesbrough FC, w którym zdobył on pierwszą bramkę. Z FC Sevillą powtórzył ten sukces rok później, gdy po wygranym w karnych meczu z Espanyolem, po raz drugi z rzędu zdobył puchar UEFA.

### Powrót do Brazylii
Podczas meczu z Athletic Bilbao (6 marca 2011, wygrana 2-0) doznał kontuzji prawego kolana, w wyniku której pauzował prawie 7 miesięcy, choć początkowe prognozy przewidywały tylko 6 tygodni rozbratu z piłką. W międzyczasie, po blisko 7 latach spędzonych w Europie, powrócił do ojczyzny podpisując 11 marca 2011 czteroletni kontrakt ze swoim byłym klubem - São Paulo FC. Brazylijczycy mieli zapłacił za zawodnika 7,6 mln euro w czterech rocznych ratach.
Do gry powrócił 28 września 2011 w meczu sparingowym z Audaxem São Paulo (1-1) strzelając wyrównującego gola. Jego pierwszy oficjalny występ w nowym-starym klubie miał miejsce 2 października przeciwko Flamengo (porażka 1-2) w ramach 27. kolejki brazylijskiej Série A, a mecz zgromadził 63 871 widzów, co było krajowym rekordem sezonu. W spotkaniu z paragwajskim Libertadem, wygranym 1-0 (19 października, 1/8 finału Copa Sudamericana 2011), strzelił swego pierwszego oficjalnego gola od czasu powrotu do Brazylii.
Ogólnie w sezonie 2011 wystąpił w 12 meczach i zdobył 7 goli. W lidze brazylijskiej strzelił 6 bramek (10 meczów).

### Sezon 2012
W mistrzostwach stanu São Paulo rozegranych na początku roku wystąpił tylko w 8 meczach (głównie z powodu kontuzji), strzelając 5 bramek. Z powodu zawieszenia za żółte kartki nie wystąpił w półfinale turnieju, w którym jego zespół uległ Santosowi 1-3 i odpadł z rozgrywek.
W rewanżowym meczu 1. rundy Pucharu Brazylii przeciwko Independente (14 marca, wygrana 4-0) był autorem wszystkich goli. Ogółem w 9 meczach turnieju trafił do bramki rywali 8 razy, zostając królem strzelców. Mimo jego dobrej gry São Paulo odpadło w półfinale, przegrywając dwumecz z Coritibą.
W lidze brazylijskiej rozegrał 22 mecze i strzelił 17 goli, zostając wicekrólem strzelców rozgrywek (za Fredem z 20 golami) i pomagając swojej drużynie w zajęciu 4. miejsca i wywalczenia awansu do Copa Libertadores po dwóch latach przerwy.
Wraz z drużyną wywalczył Copa Sudamericana, strzelając 1 gola w 5 meczach. W pierwszym spotkaniu finałowym przeciwko Tigre (5 grudnia, remis 0-0) został ukarany czerwoną kartką i nie mógł uczestniczyć w meczu decydującym o tytule (12 grudnia, wygrana 2-0).
W sumie w 44 meczach dla São Paulo uzyskał 31 goli, kończąc rok 2012 na 7. miejscu klubowej listy wszech czasów ze 156 golami (lider Serginho Chulapa ma 242).

### Tianjin Quanjian
W 2016 roku zdecydował o przejściu do chińskiego zespołu Tianjin Quanjian. W 28 meczach zdobył 22 bramki. Został królem strzelców drugiej ligi chińskiej.

## Kariera reprezentacyjna
Wystąpił w reprezentacji Brazylii złożonej z graczy ligi krajowej przeciwko podobnej drużynie Argentyny (19 września, wygrana 2-1).

## Statystyki kariery
| Zespół             | Sezon              | Liga    | Liga | Liga stanowa | Liga stanowa | Puchar kraju | Puchar kraju | Międzynarodowe | Międzynarodowe | Pozostałe | Pozostałe | Łącznie | Łącznie |
| Zespół             | Sezon              | Występy | Gole | Występy      | Gole         | Występy      | Gole         | Występy        | Gole           | Występy   | Gole      | Występy | Gole    |
| ------------------ | ------------------ | ------- | ---- | ------------ | ------------ | ------------ | ------------ | -------------- | -------------- | --------- | --------- | ------- | ------- |
| Ponte Preta        | 1998               | 7       | 2    | –            | –            | –            | –            | –              | –              | –         | –         | 7       | 2       |
| Ponte Preta        | 1999               | 5       | 1    | –            | –            | –            | –            | –              | –              | –         | –         | 5       | 1       |
| Ponte Preta        | Łącznie            | 12      | 3    |              |              | 0            | 0            | 0              | 0              | 0         | 0         | 12      | 3       |
| Stade Rennais      | 2000/01            | 7       | 0    | –            | –            | –            | –            | –              | –              | –         | –         | 7       | 0       |
| Stade Rennais      | 2001/02            | 4       | 0    | –            | –            | –            | –            | –              | –              | 1         | 0         | 5       | 0       |
| Stade Rennais      | Łącznie            | 11      | 0    |              |              | 0            | 0            | 0              | 0              | 1         | 0         | 12      | 0       |
| São Paulo (wyp.)   | 2001               | 22      | 9    | 9            | 5            | 4            | 6            | 6              | 2              | 8         | 9         | 49      | 31      |
| São Paulo          | 2002               | 23      | 19   | –            | –            | –            | –            | –              | –              | 2         | 2         | 25      | 21      |
| São Paulo          | 2003               | 34      | 29   | 10           | 8            | 8            | 8            | 4              | 1              | –         | –         | 56      | 46      |
| São Paulo          | 2004               | 8       | 6    | 9            | 8            | –            | –            | 12             | 8              | –         | –         | 29      | 22      |
| São Paulo          | Łącznie            | 65      | 54   | 19           | 16           | 8            | 8            | 16             | 9              | 2         | 2         | 159     | 120     |
| Porto              | 2004/05            | 22      | 3    | –            | –            | –            | –            | 4              | 0              | 1         | 0         | 27      | 3       |
| Sevilla            | 2005/06            | 23      | 5    | –            | –            | 2            | 0            | 12             | 2              | –         | –         | 37      | 7       |
| Sevilla            | 2006/07            | 26      | 10   | –            | –            | 3            | 1            | 10             | 4              | –         | –         | 39      | 15      |
| Sevilla            | 2007/08            | 30      | 24   | –            | –            | 4            | 1            | 11             | 7              | 1         | 1         | 46      | 33      |
| Sevilla            | 2008/09            | 26      | 8    | –            | –            | 7            | 6            | 4              | 2              | –         | –         | 37      | 16      |
| Sevilla            | 2009/10            | 23      | 15   | –            | –            | 6            | 4            | 6              | 2              | –         | –         | 35      | 21      |
| Sevilla            | 2010/11            | 21      | 10   | –            | –            | 4            | 1            | 8              | 2              | 2         | 1         | 35      | 14      |
| Sevilla            | Łącznie            | 149     | 72   | 0            | 0            | 26           | 13           | 51             | 19             | 3         | 2         | 229     | 106     |
| São Paulo          | 2011               | 10      | 6    | –            | –            | –            | –            | 2              | 1              | –         | –         | 12      | 7       |
| São Paulo          | 2012               | 22      | 17   | 8            | 5            | 9            | 8            | 5              | 1              | –         | –         | 44      | 31      |
| São Paulo          | 2013               | 24      | 6    | 13           | 8            | –            | –            | 13             | 7              | –         | –         | 50      | 21      |
| São Paulo          | 2014               | 23      | 9    | 14           | 9            | 3            | 2            | 3              | 0              | –         | –         | 43      | 20      |
| São Paulo          | 2015               | 22      | 8    | 7            | 3            | 4            | 1            | 6              | 1              | –         | –         | 39      | 13      |
| São Paulo          | Łącznie            | 101     | 46   | 42           | 25           | 16           | 11           | 29             | 10             | 0         | 0         | 188     | 92      |
| Tianjin Quanjian   | 2016               | 28      | 22   | –            | –            | 1            | 1            | –              | –              | –         | –         | 29      | 23      |
| Vasco Da Gama      | 2017               | 12      | 5    | 7            | 1            | –            | –            | –              | –              | –         | –         | 20      | 6       |
| Łącznie w karierze | Łącznie w karierze | 422     | 214  | 77           | 47           | 56           | 39           | 106            | 40             | 15        | 13        | 676     | 353     |

### Reprezentacyjne
| Reprezentacja | Rok     | Mecze | Bramki |
| ------------- | ------- | ----- | ------ |
| Brazylia      | 2003    | 3     | 1      |
| Brazylia      | 2004    | 9     | 5      |
| Brazylia      | 2005    | 0     | 0      |
| Brazylia      | 2006    | 0     | 0      |
| Brazylia      | 2007    | 2     | 2      |
| Brazylia      | 2008    | 9     | 6      |
| Brazylia      | 2009    | 13    | 11     |
| Brazylia      | 2010    | 7     | 3      |
| Brazylia      | 2011    | 0     | 0      |
| Brazylia      | 2012    | 1     | 0      |
| Brazylia      | 2013    | 1     | 0      |
| Ogólnie       | Ogólnie | 45    | 28     |

| Mecze i gole w reprezentacji | Mecze i gole w reprezentacji | Mecze i gole w reprezentacji | Mecze i gole w reprezentacji | Mecze i gole w reprezentacji | Mecze i gole w reprezentacji | Mecze i gole w reprezentacji | Mecze i gole w reprezentacji |
|                              | Data                         | Miasto                       | Przeciwnik                   | Gol                          | Wynik                        | Rozgrywki                    | Opis                         |
| ---------------------------- | ---------------------------- | ---------------------------- | ---------------------------- | ---------------------------- | ---------------------------- | ---------------------------- | ---------------------------- |
| 1.                           | 11.06.2003                   |                              | Nigeria                      | Gol                          | 3:0                          | towarzyski                   | zagrał 71'                   |
| 2.                           | 16.11.2003                   |                              | Peru                         |                              | 1:1                          | Eliminacje MŚ 2006           | zagrał 9'                    |
| 3.                           | 19.11.2003                   |                              | Urugwaj                      |                              | 3:3                          | Eliminacje MŚ 2006           | zagrał 11'                   |
| 4.                           | 28.04.2004                   |                              | Węgry                        | Gol · Gol                    | 4:1                          | towarzyski                   | zagrał cały mecz             |
| 5.                           | 02.06.2004                   |                              | Argentyna                    |                              | 3:1                          | Eliminacje MŚ 2006           | zagrał cały mecz             |
| 6.                           | 07.06.2004                   |                              | Chile                        | Gol                          | 1:1                          | Eliminacje MŚ 2006           | zagrał cały mecz             |
| 7.                           | 09.07.2004                   |                              | Chile                        | Gol                          | 1:0                          | Copa America 2004            | zagrał cały mecz             |
| 8.                           | 11.07.2004                   |                              | Kostaryka                    |                              | 4:1                          | Copa America 2004            | zagrał 58'                   |
| 9.                           | 14.07.2004                   |                              | Paragwaj                     | Gol                          | 1:2                          | Copa America 2004            | zagrał cały mecz             |
| 10.                          | 18.07.2004                   |                              | Meksyk                       |                              | 4:0                          | Copa America 2004            | zagrał 75'                   |
| 11.                          | 21.07.2004                   |                              | Urugwaj                      |                              | 1:1(6:4k)                    | Copa America 2004            | zagrał cały mecz             |
| 12.                          | 25.07.2004                   |                              | Argentyna                    |                              | 2:2(6:4k)                    | Copa America 2004            | zagrał cały mecz             |
| 13.                          | 18.11.2007                   |                              | Peru                         |                              | 1:1                          | Eliminacje MŚ 2010           | zagrał 22'                   |
| 14.                          | 22.11.2007                   |                              | Urugwaj                      | Gol · Gol                    | 2:1                          | Eliminacje MŚ 2010           | zagrał cały mecz             |
| 15.                          | 06.02.2008                   |                              | Irlandia                     |                              | 1:0                          | towarzyski                   | zagrał 84'                   |
| 16.                          | 26.03.2008                   |                              | Szwecja                      |                              | 1:0                          | towarzyski                   | zagrał 58'                   |
| 17.                          | 01.06.2008                   |                              | Kanada                       | Gol                          | 3:2                          | towarzyski                   | zagrał 65'                   |
| 18.                          | 07.06.2008                   |                              | Wenezuela                    |                              | 0:2                          | towarzyski                   | zagrał 24'                   |
| 19.                          | 15.06.2008                   |                              | Paragwaj                     |                              | 0:2                          | Eliminacje MŚ 2010           | zagrał cały mecz             |
| 20.                          | 19.06.2008                   |                              | Argentyna                    |                              | 0:0                          | Eliminacje MŚ 2010           | zagrał 20'                   |
| 21.                          | 08.09.2008                   |                              | Chile                        | Gol · Gol                    | 3:0                          | Eliminacje MŚ 2010           | zagrał 87'                   |
| 22.                          | 11.09.2008                   |                              | Boliwia                      |                              | 0:0                          | Eliminacje MŚ 2010           | zagrał cały mecz             |
| 23.                          | 19.11.2008                   |                              | Portugalia                   | Gol · Gol · Gol              | 6:2                          | towarzyski                   | zagrał 67'                   |
| 24.                          | 29.03.2009                   |                              | Ekwador                      |                              | 1:1                          | Eliminacje MŚ 2010           | zagrał cały mecz             |
| 25.                          | 02.04.2009                   |                              | Peru                         | Gol · Gol                    | 3:0                          | Eliminacje MŚ 2010           | zagrał cały mecz             |
| 26.                          | 06.06.2009                   |                              | Urugwaj                      | Gol                          | 4:0                          | Eliminacje MŚ 2010           | zagrał 65'                   |
| 27.                          | 15.06.2009                   |                              | Egipt                        | Gol                          | 4:3                          | Puchar Konfederacji 2009     | zagrał cały mecz             |
| 28.                          | 18.06.2009                   |                              | Stany Zjednoczone            |                              | 3:0                          | Puchar Konfederacji 2009     | zagrał 69'                   |
| 29.                          | 21.06.2009                   |                              | Włochy                       | Gol · Gol                    | 3:0                          | Puchar Konfederacji 2009     | zagrał cały mecz             |
| 30.                          | 25.06.2009                   |                              | Południowa Afryka            |                              | 1:0                          | Puchar Konfederacji 2009     | zagrał cały mecz             |
| 31.                          | 28.06.2009                   |                              | Stany Zjednoczone            | Gol · Gol                    | 3:2                          | Puchar Konfederacji 2009     | zagrał cały mecz             |
| 32.                          | 12.08.2009                   |                              | Estonia                      | Gol                          | 1:0                          | towarzyski                   | zagrał 66'                   |
| 33.                          | 06.09.2009                   |                              | Argentyna                    | Gol · Gol                    | 3:1                          | Eliminacje MŚ 2010           | zagrał 77'                   |
| 34.                          | 14.10.2009                   |                              | Wenezuela                    |                              | 0:0                          | Eliminacje MŚ 2010           | zagrał 83'                   |
| 35.                          | 14.11.2009                   |                              | Anglia                       |                              | 1:0                          | towarzyski                   | zagrał 67'                   |
| 36.                          | 17.11.2009                   |                              | Oman                         |                              | 2:0                          | towarzyski                   | zagrał 45'                   |
| 37.                          | 02.06.2010                   |                              | Zimbabwe                     |                              | 3:0                          | towarzyski                   | zagrał 59'                   |
| 38.                          | 07.06.2010                   |                              | Tanzania                     |                              | 5:1                          | towarzyski                   | zagrał 76'                   |
| 39.                          | 15.06.2010                   |                              | Korea Północna               |                              | 2:1                          | Mistrzostwa Świata 2010      | zagrał cały mecz             |
| 40.                          | 20.06.2010                   |                              | Wybrzeże Kości Słoniowej     | Gol · Gol                    | 3:1                          | Mistrzostwa Świata 2010      | zagrał cały mecz             |
| 41.                          | 25.06.2010                   |                              | Portugalia                   |                              | 0:0                          | Mistrzostwa Świata 2010      | zagrał 85'                   |
| 42.                          | 28.06.2010                   |                              | Chile                        | Gol                          | 3:0                          | Mistrzostwa Świata 2010      | zagrał 76'                   |
| 43.                          | 02.07.2010                   |                              | Holandia                     |                              | 1:2                          | Mistrzostwa Świata 2010      | zagrał 77'                   |
| 44.                          | 20.09.2012                   |                              | Argentyna                    |                              | 2:1                          | towarzyski                   | zagrał 68'                   |
| 45.                          | 06.02.2013                   |                              | Anglia                       |                              | 1:2                          | towarzyski                   | zagrał 45'                   |

## Sukcesy
Klubowe
- Cope Sudamericana (1): 2012
- Torneio Rio-São Paulo (1): 2001
- Puchar interkontynentalny (1): 2004
- Copa del Rey (2): 2006–07, 2009–10
- Supercopa de España (1): 2007
- UEFA Cup (2): 2005–06, 2006–07
- Superpuchar Europy UEFA (1): 2006
- China League One (1): 2016

Reprezentacyjne
- Copa America (1): 2004
- FIFA Confederations Cup (1): 2009

Indywidualne
- król strzelców Campeonato Brasileiro Série A (1): 2002
- Bola de Prata (2): 2002, 2003
- Placar Golden Boot (1): 2003
- król strzelców Copa Libertadores (1): 2004
- drużyna turnieju Copa Libertadores (1): 2004
- Samba Gold (2): 2009 złoto, 2008 srebro
- drużyna roku Primera Division (1): 2007/08
- Złoty But Pucharu Konfederacji (1): 2009
- Srebrana Piłka Pucharu Konfederacji (1): 2009
- Najlepsza XI Pucharu Konfederacji (1): 2009
- król strzelców Copa do Brasil (1): 2012
- China League One MVP (1): 2016
- król strzelców China League One (1): 2016
- Brazylijski Strzelec XXI wieku wg. IFFHS